# بهار (جماعت)
بهار جماعت و شهرکی در کشور تاجیکستان است که در ناحیهٔ وحدت ناحیه‌های تابع جمهوری قرار دارد. جمعیت این جماعت ۲۲۲۵۸ است.